# Аристон Хиоски
Аристон Хиоски (на старогръцки: Ἀρίστων ὁ Χῖος Ariston ho Chios; * ок. 300 пр.н.е., fl. ок. 250 пр.н.е./260 пр.н.е.) е древногръцки философ стоик, ученик на Зенон от Китион и съосновател на стоицизъма.
Той е от остров Хиос и е син на Милтиадес. Той отива в Атина и се запознава със Зенон от Китион. Ератостен е един от най-важните му ученици.